# Геолого-минералогический музей Криворожского национального университета

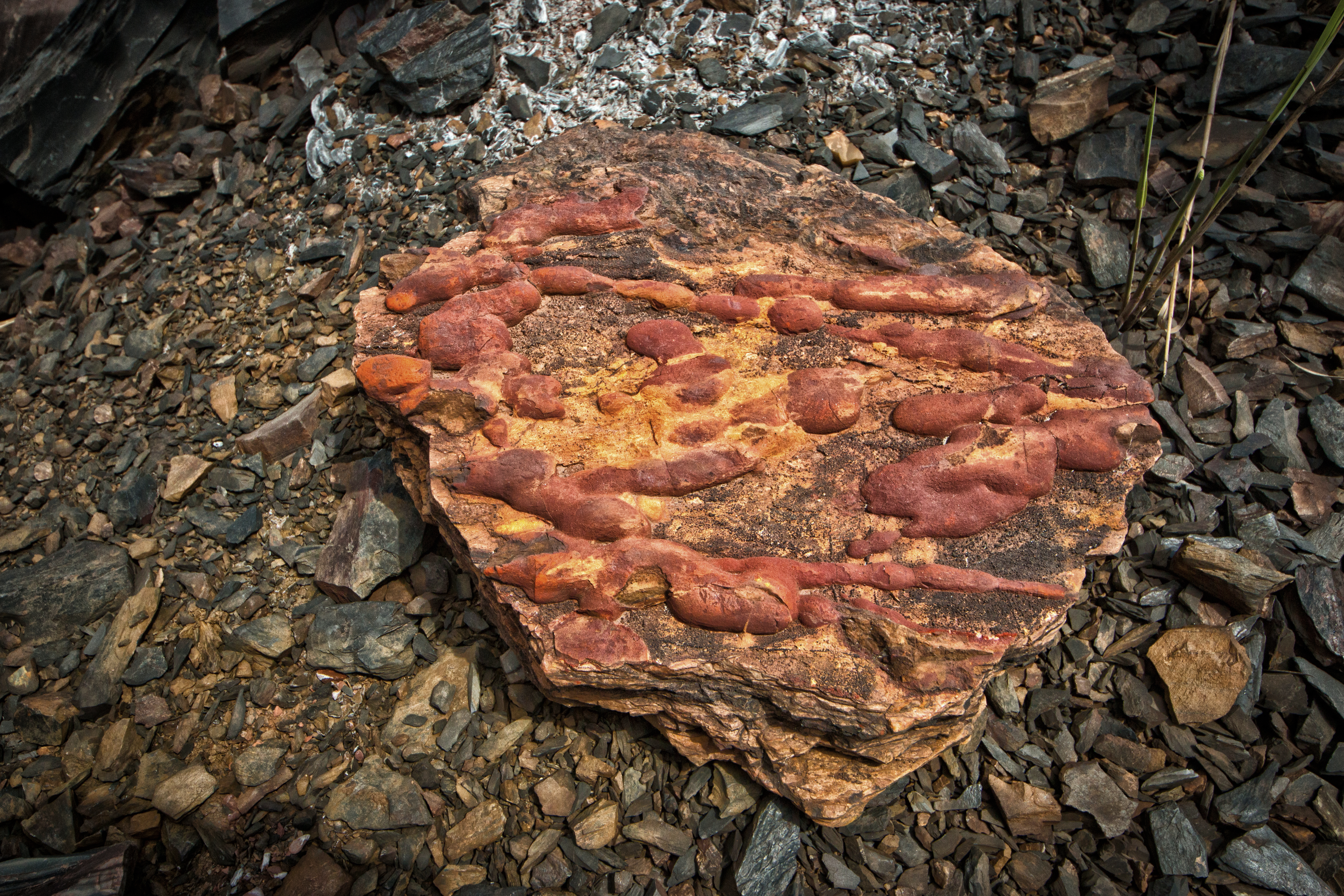
Биоглиф. Образец № Тс-01/01. Глееватский карьер. Возраст 2 млрд лет

Геолого-минералогический музей — научно-исследовательское и просветительное учреждение в Криворожском национальном университете.

## История
Основан в 1950 году в составе Криворожского горнорудного института. Один из лучших минералогических музеев в СССР.
В ноябре 1990 года Владимир Бызов на учёном совете института предложил организовать геологический музей и 5 ноября 1990 года подписал приказ о его создании.
26 февраля 1996 года состоялось официальное открытие музея.
11 февраля 2004 года внесён в Государственный реестр научных объектов, составляющих национальное достояние Украины.

## Характеристика
Коллекция составляет более 4000 образцов минералов со всей планеты, 800 из которых — минералы, представленные в Криворожском железорудном бассейне. Образцы размещены на  59 витринах и 35 подиумах.
Образцы используются в учебном процессе, организуются экскурсии, проводятся научные геологические конференции.